# Against the Wind (album Bob Seger)
| Recensione              | Giudizio |
| ----------------------- | -------- |
| AllMusic                |          |
| Robert Christgau        | C+       |
| Dizionario del Pop-Rock |          |
| 24.000 dischi           |          |

Against the Wind è l'undicesimo album in studio del cantante rock statunitense Bob Seger, realizzato con la sua band The Silver Bullet Band e pubblicato nel 1980.

## Tracce

### LP
Lato A (S001-12041)
Testi e musiche di Bob Seger.
1. The Horizontal Bop (Prodotto da Bob Seger & Punch) – 4:00
2. You'll Accomp'ny Me (Prodotto da Bob Seger & Punch) – 3:58
3. Her Strut (Prodotto da Bill Szymczyk) – 3:52
4. No Man's Land (Prodotto da Bob Seger & The Muscle Shoals Rhythm Section) – 3:41
5. Long Twin Silver Line (Prodotto da Bob Seger & The Muscle Shoals Rhythm Section) – 4:15

Lato B (S002-12041)
Testi e musiche di Bob Seger.
1. Against the Wind (Prodotto da Bill Szymczyk) – 5:32
2. Good for Me (Prodotto da Bob Seger & The Muscle Shoals Rhythm Section) – 4:01
3. Betty Lou's Gettin' Out Tonight (Prodotto da Bill Szymczyk) – 2:53
4. Fire Lake (Prodotto da Bob Seger & The Muscle Shoals Rhythm Section) – 3:32
5. Shinin' Brightly (Prodotto da Bob Seger & The Muscle Shoals Rhythm Section) – 4:25

## Musicisti
The Horizontal Bop / You'll Accomp'ny Me / Her Strut / Against the Wind / Betty Lou's Gettin' Out Tonight
- Bob Seger – voce solista, chitarra
- Bob Seger – armonie vocali (brano:"Against the Wind")
- Drew Abbott – chitarra solista
- Alto Reed – sassofoni
- Chris Campbell – basso
- Dave Teegarden – batteria, percussioni
- Glenn Frey – armonie vocali (brano:"Against the Wind")
- Bill Payne – pianoforte, sintetizzatore, organo (brano: "You'll Accomp'ny Me")
- Mac "Dr. John" Rebennack – pianoforte (brano: "The Horizontal Bop")
- Paul Harris – pianoforte, organo (brano: "Against the Wind")
- Paul Harris – pianoforte (brano: "Betty Lou's Gettin' Out Tonight")
- Laura Creamer, Linda Dillard e Ginger Blake – cori e armonie vocali (brano: "You'll Accomp'ny Me")
- Sam Clayton – percussioni (brano: "You'll Accomp'ny Me")
- Brani "The Horizontal Bop" e "You'll Accomp'ny Me", registrati al "Criteria Studios" di Miami, Florida
- John Arnas – ingegnere delle registrazioni
- Brano "The Horizontal Bop" mixato da Steve Melton al "Muscle Shoals Sound Studios", Sheffield, Alabama
- Brano "You'll Accomp'ny Me" mixato da John Arrias, Bob Seger e Punch al "Capitol Studios", Hollywood, California
- Brani: "Her Strut", "Against the Wind" e "Betty Lou's Gettin' Out Tonight", prodotti, registrati e mixati al "Bayshore Studios" di Miami, Florida da Bill Szymczyk

No Man's Land / Long Twin Silver Line / Good for Me / Fire Lake / Shinin' Brightly
- Bob Seger – voce, chitarra
- Barry Beckett – pianoforte
- Pete Carr – chitarra solista
- Jimmy Johnson – chitarra
- Randy McCormick – organo
- David Hood – basso
- Roger Hawkins – batteria, percussioni
- Don Henley, Glenn Frey e Timothy B. Schmit – armonie vocali (brano: "Fire Lake")
- Doug Riley – sintetizzatore (brano: "No Man's Land")
- Registrazioni effettuate al "Muscle Shoals Sound Studios" di Sheffield, Alabama
- Steve Melton – ingegnere delle registrazioni
- Brano "Good for Me", mixato da Steve Melton al "Muscle Shoals Sound Studios"
- Brani "No Man's Land", "Long Twin Silver Line" e "Shinin' Brightly", mixati da John Arrias, Bob Seger e Punch al "Capitol Studios"
- Brano "Fire Lake", mixato da Bill Szymczyk al "Bayshore Studios" di Coconut Grove, Miami, Florida

Note aggiuntive
- Bob Seger e Punch (Punch Andrews) – produttori ("The Horizontal Bop" e "You'll Accomp'ny Me")
- Bob Seger e The Muscle Shoals Rhythm Section – produttori ("No Man's Land", "Long Twin Silver Line", "Good for Me", "Fire Lake" e "Shinin' Brightly")
- Bill Szymczyk – produttore ("Her Strut", "Against the Wind" e "Betty Lou's Gettin' Out Tonight")
- Wally Traugott – mastering
- Roy Kohara – art direction copertina album originale
- Jim Warren – dipinto copertina frontale album originale
- Tom Bert – foto copertina album originale[6]

## Premi
- 2 Grammy Awards 1981
  - "Best Recording Package"
  - "Best Rock Performance By a Duo or Group with Vocal"

## Classifica
Album
| Anno | Classifica            | Posizione raggiunta |
| ---- | --------------------- | ------------------- |
| 1980 | Billboard 200         | 1                   |
| 1980 | Official Albums Chart | 26                  |

Singoli
| Anno | Titolo del brano    | Classifica         | Posizione raggiunta |
| ---- | ------------------- | ------------------ | ------------------- |
| 1980 | Against the Wind    | Billboard Hot 100  | 5                   |
| 1980 | Fire Lake           | Billboard Hot 100  | 6                   |
| 1980 | You'll Accomp'ny Me | Billboard Hot 100  | 14                  |
| 1980 | The Horizontal Bop  | Billboard Hot 100  | 42                  |
| 1980 | Against the Wind    | Adult Contemporary | 8                   |
| 1980 | You'll Accomp'ny Me | Adult Contemporary | 17                  |
| 1980 | Fire Lake           | Adult Contemporary | 31                  |